# Phare de Cordouan
Ne doit pas être confondu avec Plateau de Cordouan.

Le phare de Cordouan est un phare situé dans le département de la Gironde (Nouvelle-Aquitaine) à sept kilomètres en mer sur le plateau de Cordouan, à la limite entre l'océan Atlantique et la Gironde, estuaire commun de la Garonne et de la Dordogne. Il sécurise la circulation dans les deux passes donnant accès à l'estuaire : la grande passe de l'Ouest, balisée de nuit, qui longe la rive nord depuis le banc de la Coubre, et la passe sud, plus étroite et non balisée de nuit.
Situé entre la pointe de Grave (commune du Verdon-sur-Mer, Gironde) et la commune de Saint-Palais-sur-Mer, près de Royan (Charente-Maritime), il est cadastré en Gironde, au Verdon-sur-Mer, en tant que parcelle no 1 de cette commune.
Construit de 1584 à 1611 par Louis de Foix, c'est le plus ancien phare de France encore en activité. Surnommé à l'occasion le « Versailles de la mer », le « phare des rois » et le « roi des phares », c'est aussi le plus ancien phare classé au titre des monuments historiques par la liste de 1862.
Propriété de l'État, le phare est administré par les services du Verdon de la direction interrégionale de la Mer sud-atlantique, qui veillent à ce qu'il assure chaque jour sa mission, aujourd'hui entièrement automatisée.
Depuis janvier 2010, la valorisation touristique et le gardiennage du site sont délégués par la direction interrégionale de la Mer au syndicat mixte pour le développement durable de l'estuaire de la Gironde (SMIDDEST), constitué par les départements de la Gironde et de la Charente-Maritime, la région Nouvelle-Aquitaine, la métropole de Bordeaux, la communauté d'agglomération Royan Atlantique, la communauté de communes de l'Estuaire et la communauté de communes de la Haute Saintonge, en collaboration avec l'association pour la sauvegarde du phare de Cordouan. 
En mars 2009, une nouvelle île est apparue non loin du phare, actuellement nommée « Île sans nom ».
Depuis juillet 2021, le phare est inscrit au patrimoine mondial de l'UNESCO.

## Géographie
Quelques éléments :

### Situation
- alignement de la pointe de la Négade (Soulac-sur-Mer), du phare de Cordouan et de la pointe de la Coubre (Les Mathes et La Tremblade, à l'ouest de Royan), considéré comme la limite géographique de la Gironde
- distances à préciser entre le phare de Cordouan et : 
  - la pointe de la Coubre
  - la pointe de la Négade
  - la commune du Verdon-sur-Mer (point le plus proche)
  - la commune de Saint-Palais (point le plus proche)
  - la pointe de Grave (Le Verdon), limite du domaine maritime sur la rive sud de l'estuaire ;
  - la pointe de Suzac (Saint-Georges-de-Didonne), limite du domaine maritime sur la rive nord.

### Relief et hydrologie maritime
- le plateau de Cordouan
- l'île sans nom

## Histoire

### Premières mentions d'une sécurisation maritime à Cordouan (XIesiècle)
La présence de moines (ermites) à Cordouan est attestée par des documents de la fin du XIe siècle.
L'installation de l'abbé Étienne de Saint-Rigauld et du frère prieur Ermenaud pour se retirer du monde sur l'île de Cordouan est attestée par une charte de l'abbaye de Cluny datée de 1088. 
Le cartulaire de l'abbaye de La Sauve-Majeure, daté de 1092, indique que les moines de Cordouan sonnent une cloche et allument un feu en cas de danger pour les marins.
Aucun document n'atteste que cette activité se prolonge par la suite.

### La Tour du Prince Noir (XIVesiècle)
Au début de la guerre de Cent Ans (1337-1453), Édouard de Woodstock (1330-1376), dit « le Prince Noir », prince de Galles en tant que fils aîné du roi d'Angleterre Édouard III (1312-1377), représente son père à la tête du duché d'Aquitaine, à partir duquel il inflige en 1356 la défaite de Poitiers au roi Jean le Bon.
En ce qui concerne l'estuaire, il ordonne la construction d'un édifice sur le plateau de Cordouan, au sommet duquel un ermite allume la nuit de grands feux et prélève un droit de passage sur les navires[pas clair] entrant dans l'estuaire,. Cette tour, appelée tour du Prince Noir, est vite abandonnée[pas clair]. 
Deux siècles plus tard, elle est en ruine.

### Le phare de Louis de Foix (XVIesiècle)
À la fin du XVIe siècle, le maréchal de Matignon, gouverneur de Guyenne, se préoccupe à son tour de la sécurité de la navigation dans l'estuaire. Le 2 mars 1584, en présence de son ami Michel de Montaigne, maire de Bordeaux, il passe commande du phare de Cordouan à l'ingénieur-architecte Louis de Foix,. Ce nouvel ouvrage est qualifié d'« œuvre royale ».
En 1592, le maréchal de Matignon nomme les membres de la commission chargée de recevoir les travaux exécutés par Louis de Foix :
- « Loys Baradier, maître des repparations pour Sa Majesté en Guienne » ;
- « Pierre Hardouyn, maistre des œuvres ; maistre juré des œuvres et fabriques de la ville de Bordeaux » ;
- « Estienne Arnault, maistre masson » ;
- « Jaques Guilhermain, maistre architecte » ;
- « Loys Cothereau, maistre masson » ;
- « Francoys Gabriel, maistre voyeur en la comté d'Alençon, architecte de Monseigneur le Mareschal de Matignon ».

Le rapport de la commission est remis le 15 mars 1593, estimant à 25 écus la toise de maçonnerie, somme considérable à l'époque.
Après avoir consacré dix-huit ans de sa vie et toute sa fortune à la construction du phare, Louis de Foix meurt en 1602, sans voir le bâtiment terminé. Selon une légende du XVIIIe siècle, il aurait été inhumé dans un endroit secret du phare. Les travaux nécessitent l'édification et le maintien en état continuel de défenses en grosses pierres de taille entre-liées de bois tout autour du plateau pour protéger la cité ouvrière. Celle-ci comprend notamment, en dehors des chantiers proprement dits, un four à chaux, des ateliers, une menuiserie, une charpenterie, un charronnage, une forge, des logements pour l'ingénieur et jusqu'à cinquante ouvriers, des magasins de vivres, un chai pour le vin, un moulin à blé, un four à pain, et enfin une écurie pour les six ou sept chevaux qui charrient les matériaux, ainsi qu'une grange pour leur fourrage. Son fils reprend sa succession mais, ruiné, il transmet le flambeau à François Beuscher, ancien conducteur de travaux de Louis de Foix, qui achève son œuvre en 1611, soit vingt-sept ans après la signature du contrat.
Lors de sa mise en service, dès sa construction terminée, le phare est constitué d'un petit dôme à huit baies fermées de vitraux. Dans un bassin placé sur un piédestal en bronze, on brûle du bois enduit de poix, d'huile et de goudron. La fumée est évacuée par une pyramide creuse de 6,50 m de hauteur. Le feu est situé à 37 m au-dessus des plus hautes mers.
Une fois le phare achevé, les défenses n'étant plus entretenues, la mer a rapidement raison de ce qui subsistait de la cité ouvrière, ne s'arrêtant qu'au roc de l'îlot de Cordouan.

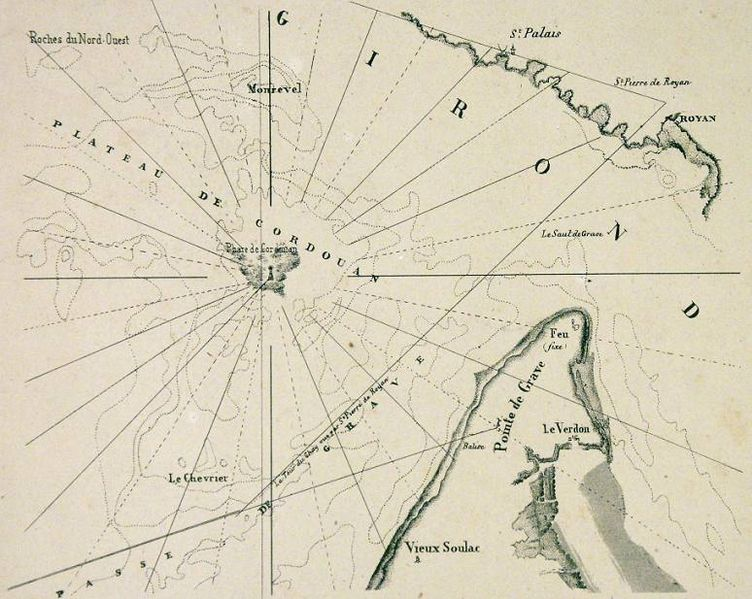
Carte de situation du plateau de Cordouan au XVIIe siècle, à l'embouchure de l'estuaire de la Gironde.
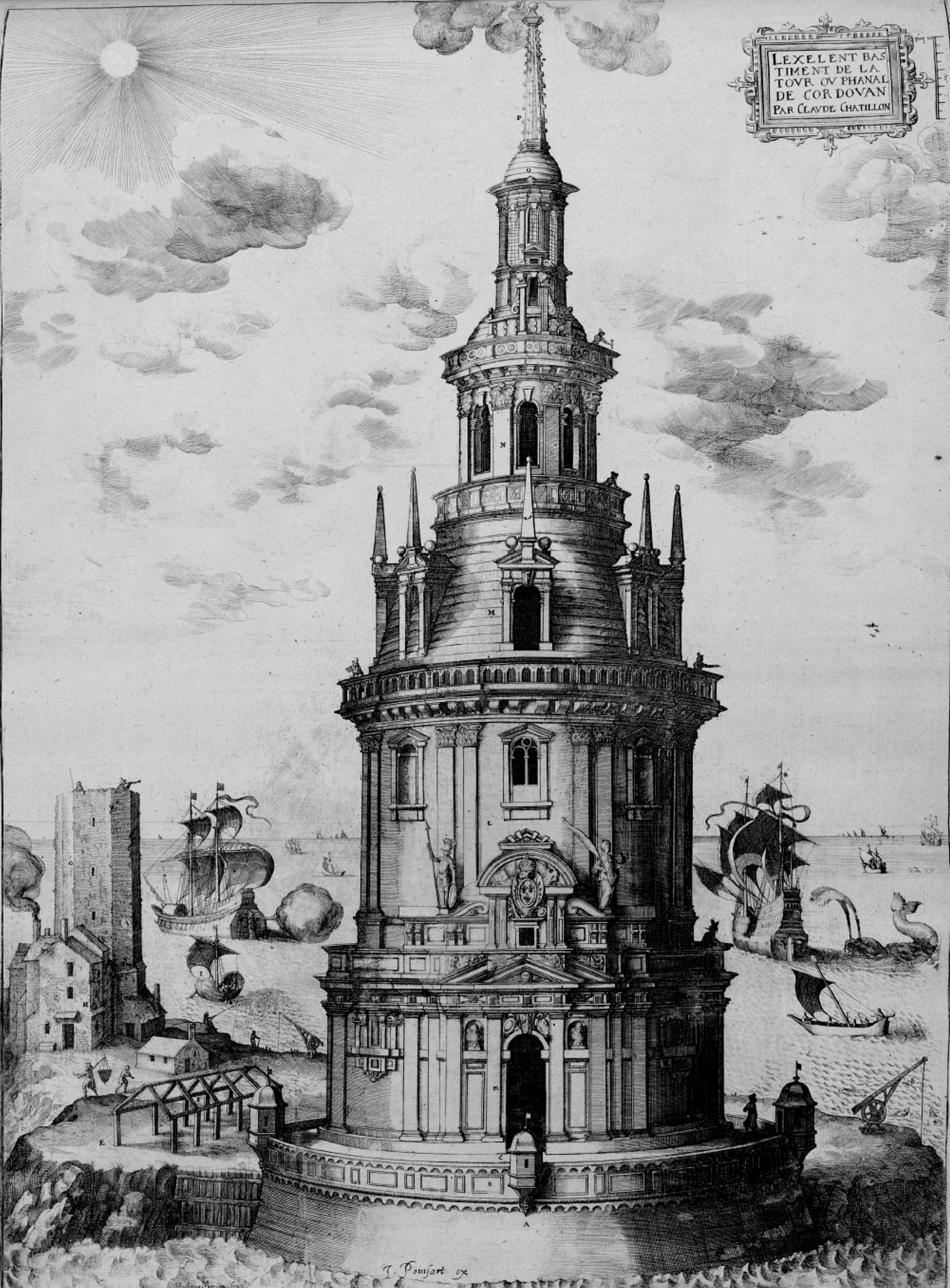
Le phare au XVIIe siècle par Claude Chastillon, avec sur la gauche la tour du Prince Noir et sa chapelle attenante.
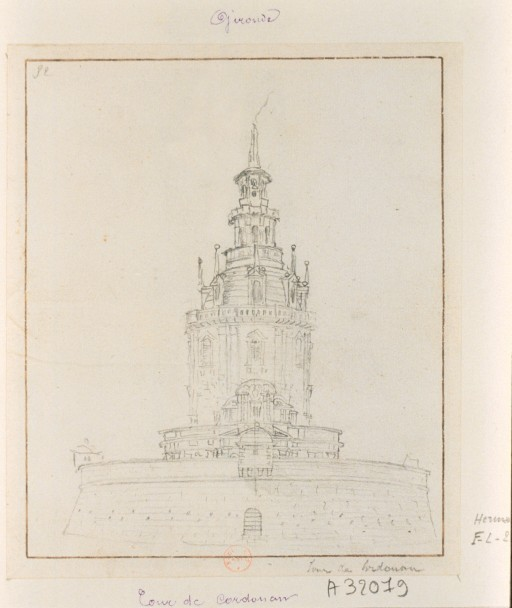
Dessin par Herman van der Hem du phare de Cordouan, datant du milieu du XVIIe siècle.
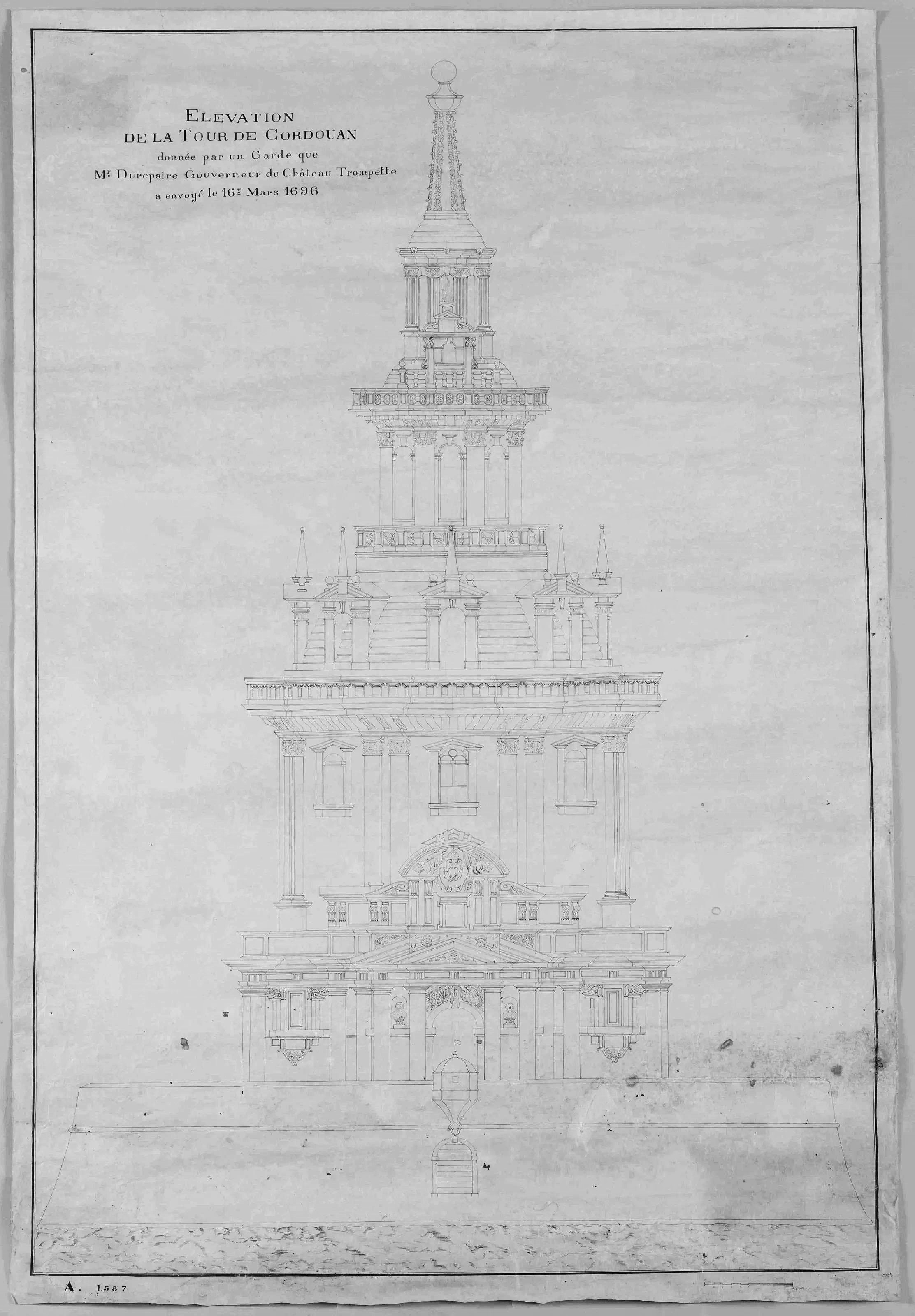
Élévation technique du phare de Cordouan en 1696.
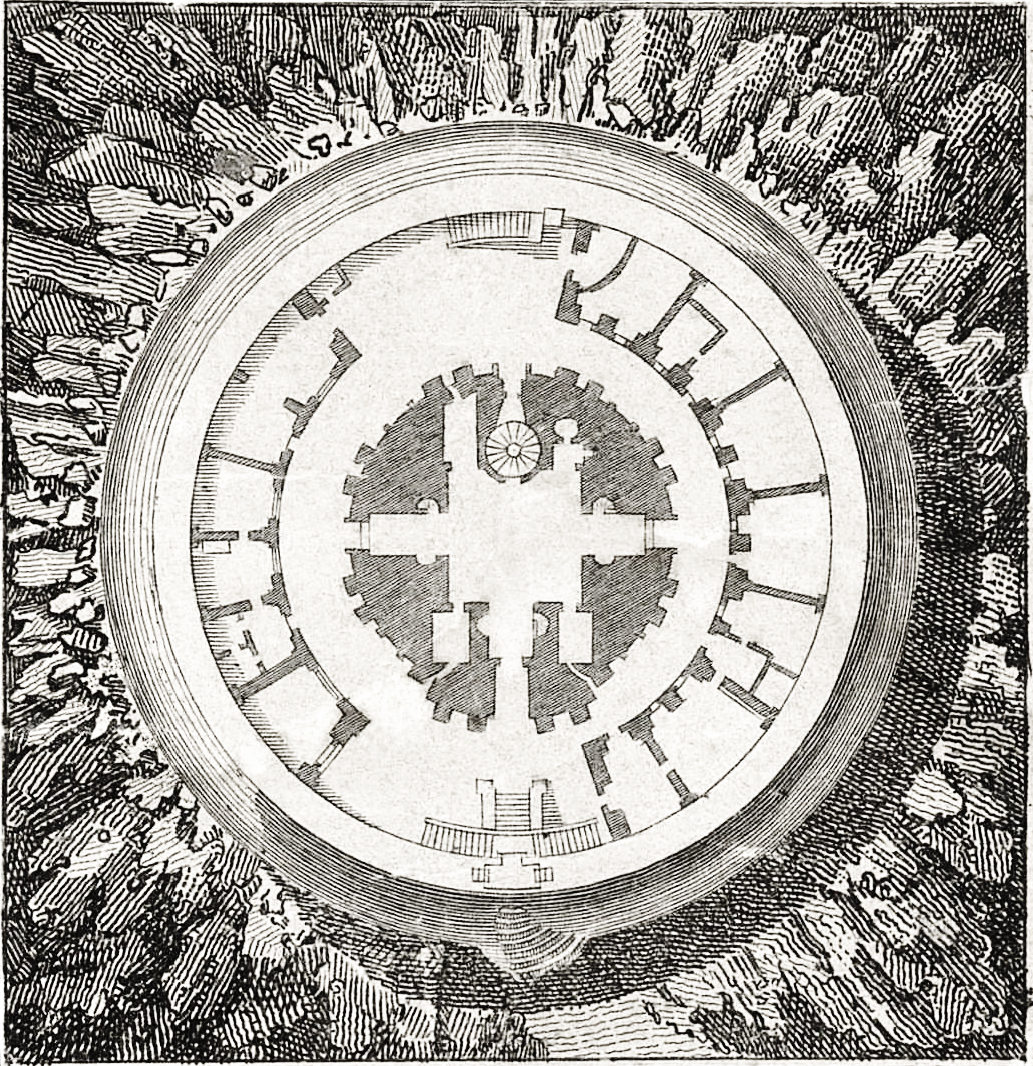
Plan de la base de la tour.

### Reconstructions

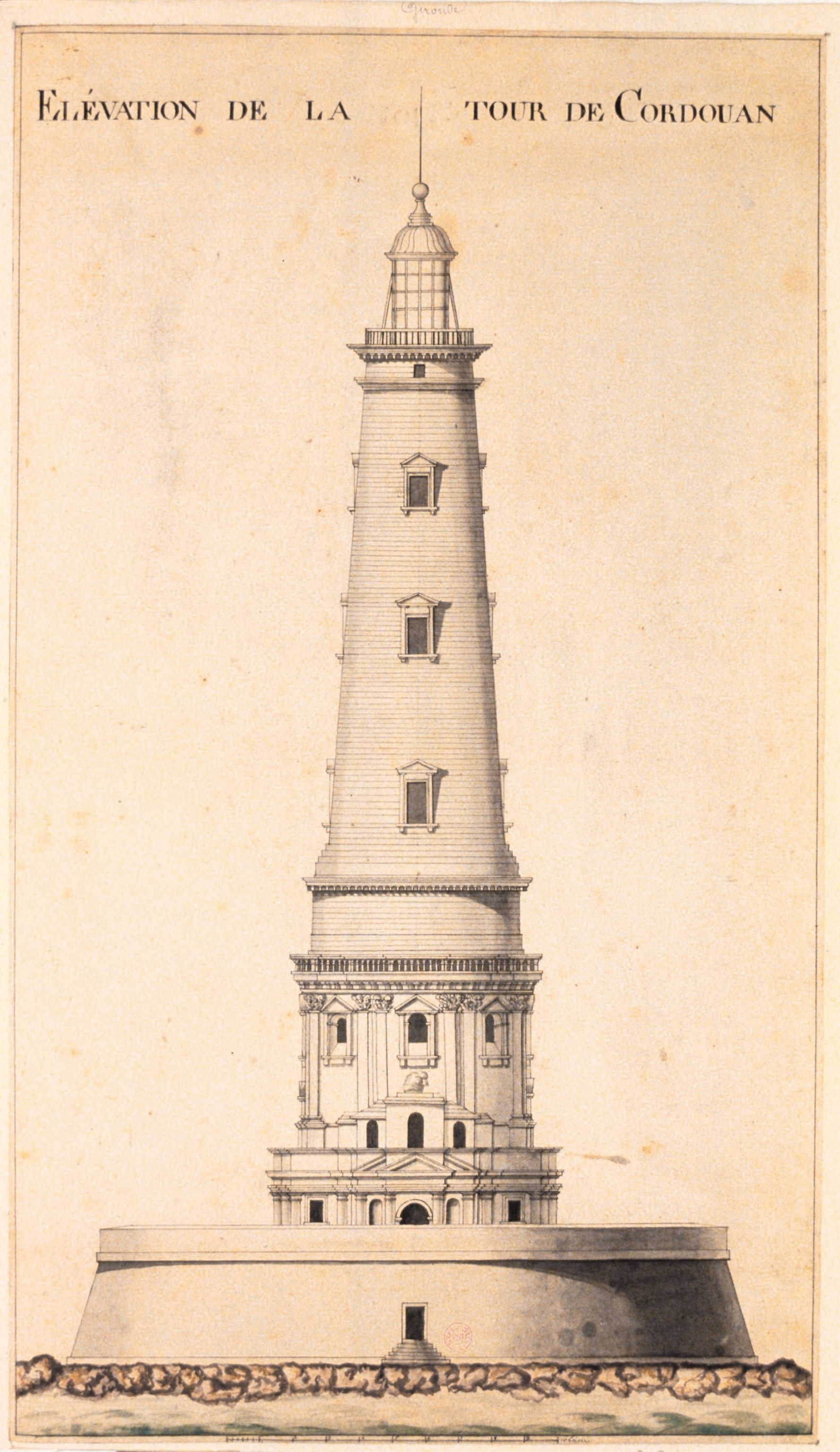
Représentation du phare au XVIII.

En 1645, une violente tempête détruit la pyramide et le dôme ; ce dernier est rétabli en 1664, et le combustible est remplacé par du blanc de baleine. Le soubassement est renforcé entre 1661 et 1664.
En 1719, la partie supérieure de la tour est démolie. Elle est reconstruite en 1724 sur de nouveaux plans, dus au chevalier de Bitry, ingénieur en chef des fortifications de Bordeaux.
Le premier feu à réverbères paraboliques voit le jour en 1782, mais le phare se trouve alors en très mauvais état. Les marins déplorent par ailleurs l'insuffisance de la portée du phare, dont le feu n'est pas assez élevé. D'importants travaux de rénovation sont donc nécessaires. Ils sont menés de 1782 à 1790 par l'ingénieur Joseph Teulère, qui suggère de rehausser cette tour de 30 mètres en conservant le rez-de-chaussée et les deux étages, et ceci dans le style Louis XVI, dont la sobriété un peu sèche contraste avec la richesse des étages inférieurs, qui ont conservé leur décoration Renaissance.
Puis en 1790, après avoir rehaussé le phare à 60 mètres au-dessus des plus hautes mers, l'ingénieur Teulère met au point le premier feu tournant à réverbères paraboliques. Il est constitué de lampes à huile, ou becs d'Argand, et est manœuvré par une machine construite par Mulotin, horloger à Dieppe. Le combustible est un mélange de blanc de baleine, d'huile d'olive et d'huile de colza.
Le premier appareil lenticulaire de Fresnel à système tournant, application de l'invention d'Augustin-Jean Fresnel, est expérimenté à Cordouan en 1823. La lampe à trois mèches concentriques, placée au « plan focal » de l'appareil, est approvisionnée à l'huile de colza au moyen d'une pompe aspirante et refoulante.
Sous le Second Empire, des logements pour les gardiens sont aménagés dans le couronnement du rez-de-chaussée.

### Modernisation du phare (depuis 1948)

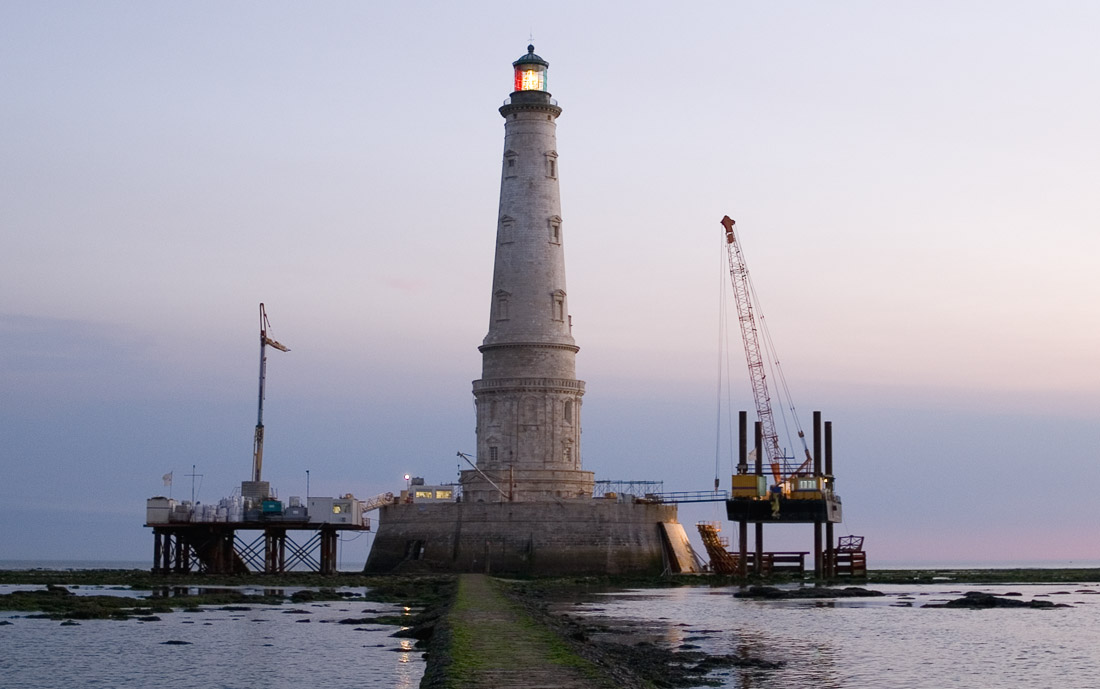
Les travaux de renforcement du bouclier entrepris en 2005.

En 1948, l’électrification du phare de Cordouan est réalisée au moyen de deux groupes électrogènes autonomes — on en ajoute un troisième en 1976 — reliés à une lampe de 6 000 W en 110 volts triphasé. Le feu fixe, transformé en feu à occultations avec trois secteurs colorés, est situé à 60,30 m au-dessus des hautes mers.
En 1982, lors de travaux, un chef d'entreprise qui a besoin de pouvoir contacter ses autres chantiers sur le continent fait installer le téléphone, qui demeure ensuite sur place.
En 1984, une lampe de 450 W au xénon est installée, mais elle est remplacée trois ans plus tard par une lampe de 2 000 W aux halogènes.
En 2002, le phare de Cordouan est inscrit sur la liste indicative des monuments susceptibles d'être classés au patrimoine mondial de l'UNESCO.

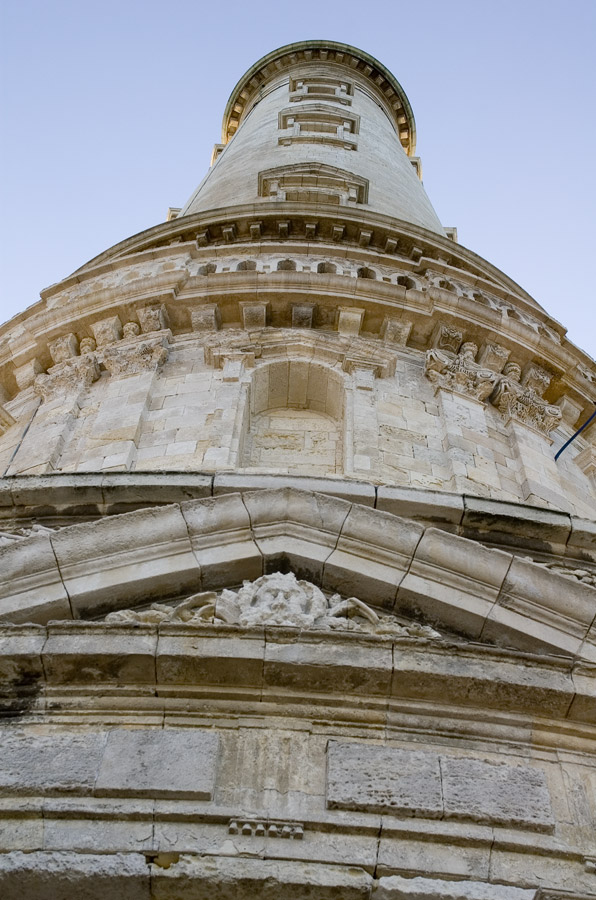
Vue du phare depuis l'entrée de l'édifice.

Entre mars et novembre 2005, une cuirasse de béton armé de 70 mètres de long et de 8 mètres de haut est construite autour du flanc sud-ouest du bouclier, afin de mieux le protéger des assauts de la houle d'ouest, qui entraîne des vibrations mettant en danger la structure du phare. Les travaux, réalisés par la société Guintoli et pilotés par la subdivision du Verdon du Centre d'études techniques maritimes et fluviales (CETMEF), ont coûté environ 4,5 millions d'euros, financés par l'État (57,5 %), l'Union européenne (17,5 %), les régions Aquitaine et Poitou-Charentes, les départements de la Gironde et de la Charente-Maritime.
En 2006, le phare est automatisé et informatisé. Le CETMEF procède par ailleurs à la rénovation complète des équipements de signalisation maritime, en remplaçant à la fois les groupes électrogènes, l’automate de gestion, les bâtis et moteurs de rotation, le feu et son support. L'ampoule halogène de 2 000 W est remplacée par une nouvelle ampoule halogène métallique (HM) de 250 W, conformément à la doctrine technique en la matière. L’ensemble est mis en service le 10 novembre. Une rénovation importante des toitures du socle du phare est par ailleurs effectuée en 2010 afin de garantir l'étanchéité des toits des locaux abritant les gardiens et les groupes électrogènes.
En 2011, le phare a 400 ans. Le SMIDDEST, appuyé par la municipalité de Royan, prévoit de nombreux événements entre mars et juillet 2011 pour célébrer ce 400e anniversaire, le point d'orgue des manifestations étant fixé au samedi 11 juin 2011, date de l'anniversaire du phare retenue par les organisateurs et correspondant au premier allumage du phare le 11 juin 1611. Dans le cadre de la célébration des 400 ans du phare est créée et enregistrée le 13 juillet 2011 dans la chapelle du phare l’œuvre polyphonique « Cordouan, Quand j’admire ravi… » du compositeur Jean-Marie Gagez, commande du ministère de l’Écologie, composée sur les paroles du sonnet de l’architecte Louis de Foix gravé dans la chapelle du phare.
En 2012, la lumière du phare automatisé est gérée par le service des phares et balises du Verdon-sur-Mer. De 2013 à 2022, le phare fait l'objet d'une restauration complète,. Dix millions d'euros auront été mobilisés.
Le 24 juillet 2021, il est annoncé son inscription au patrimoine mondial de l'UNESCO.

## Caractéristiques

### Caractéristiques techniques

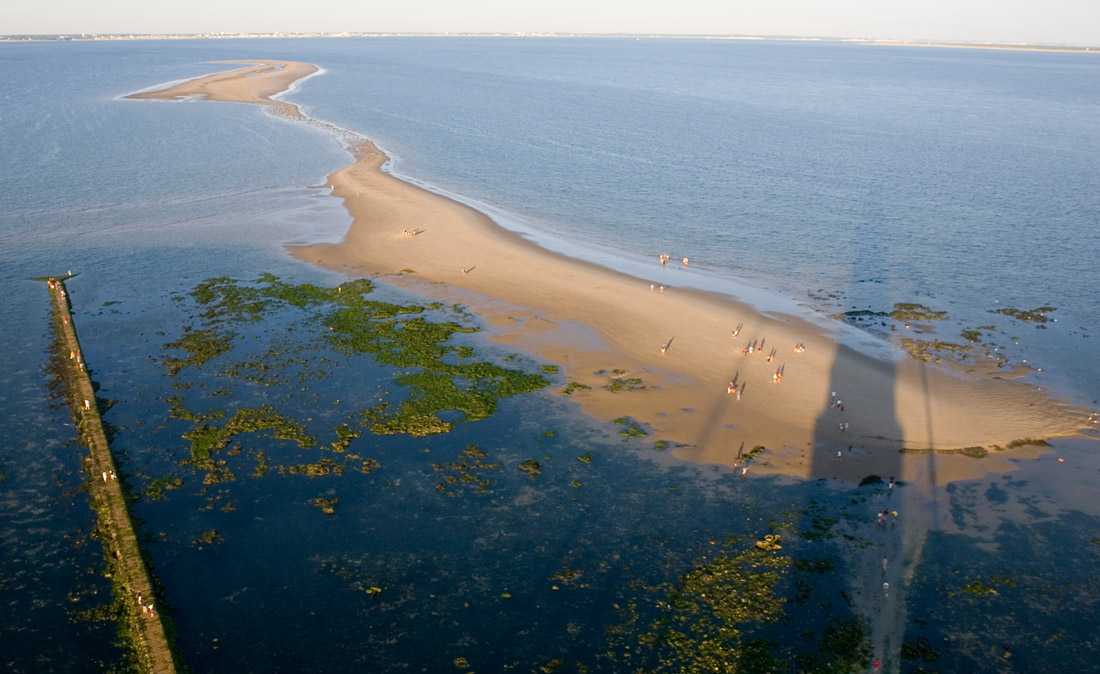
Vue depuis le sommet du phare en direction du nord-est.
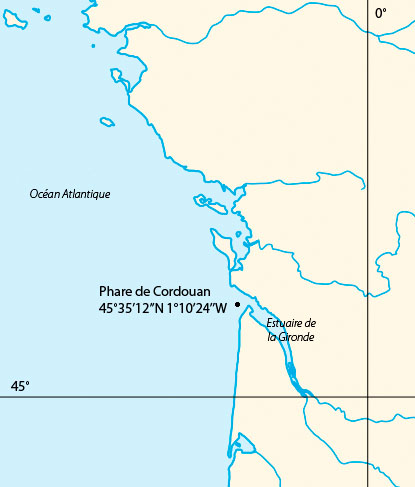
Localisation du phare de Cordouan.

Le phare de Cordouan est une tour blanche haute de 68 mètres, en pierre blanche de Saintonge, d'un diamètre à la base de 16 mètres, placée à 7 km en mer sur le plateau de Cordouan, à égale distance des côtes de la Charente-Maritime et de la Gironde.
C'est le dixième phare le plus élevé dans le monde, et le troisième en France, après ceux de l'île Vierge et de Gatteville.
Environ 300 pierres de taille ont été extraites des côtes charentaises voisines pour édifier le socle de la tour, et l'on peut encore observer les nombreux fronts de taille sur les rochers à Saint-Palais-sur-Mer, et notamment près de la péninsule dite du Pont du Diable,.
Au moment de sa construction, le plateau rocheux de Cordouan, jadis appelé « îlot de Cordouan », s'élevait de quelques mètres au-dessus du niveau de la mer, y compris à marée haute, ce qui a rendu possible la construction de la Tour du Prince Noir, puis du phare en lui-même. Les travaux ont cependant nécessité la pose de défenses contre les flots, la mer attaquant violemment les constructions lors des plus grandes marées et des tempêtes. Aujourd'hui, une telle construction ne pourrait pas être réalisée en bénéficiant des mêmes conditions. En effet, au fil des siècles, le plateau a subi l'érosion rapide provoquée par l'action de la mer, et il est désormais sous l'eau la plupart du temps, excepté à marée basse lors des vives-eaux, ce qui en fait d'ailleurs une zone dangereuse pour la navigation maritime ou de plaisance au large de l'estuaire.
La diminution du plateau rocheux explique principalement la vulnérabilité accrue de la structure et les travaux entrepris en 2005 sur le bouclier. En effet, au moment de sa construction, les vagues ne pouvaient pas atteindre l'édifice, ce qui est bien différent aujourd'hui. Les travaux sur le bouclier auront ainsi duré plus de six mois, car les quarante ouvriers ne pouvaient travailler que pendant les marées basses, soit environ quatre heures par jour.

### Feu

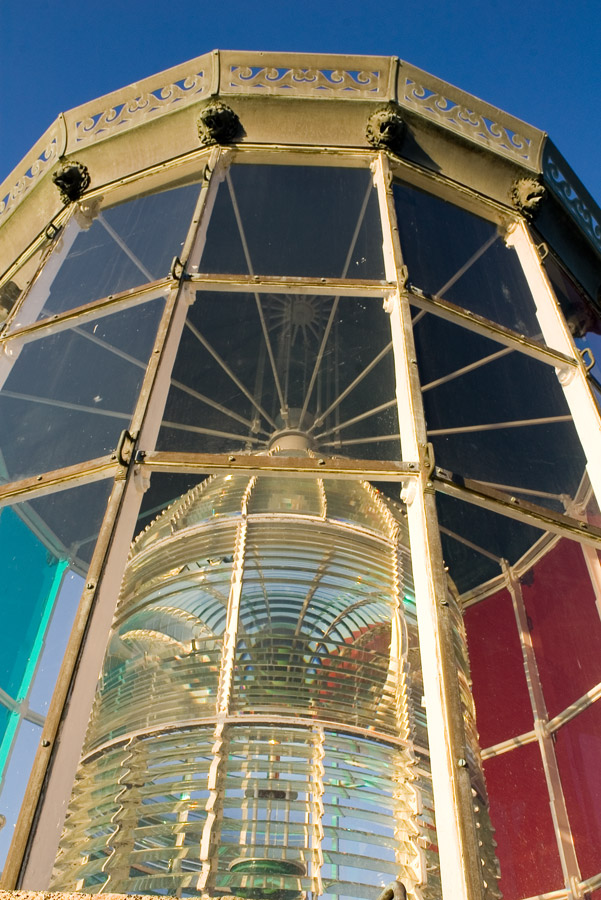
Détail du système lenticulaire du phare.

Son feu est situé à 60 mètres de hauteur. Il est produit par une lampe aux halogénures métalliques de 250 watts : les extinctions périodiques sont programmées électroniquement, ce qui a permis de supprimer le cache et le mécanisme de rotation. Sa portée est de 22 milles marins pour le secteur blanc et de 18 pour les secteurs rouge et vert. C'est un feu à occultations (2 et 1) en douze secondes :
- secteurs[1] :
  - blanc de 14° à 126°
  - vert de 126° à 178,5°
  - blanc de 178,5° à 250°
  - blanc atténué de 250° à 267°
  - rouge atténué de 267° à 294,5°
  - rouge de 294,5° à 14°

### Aménagements
Le phare a été construit sur un socle rocheux, une cuirasse entoure celui-ci pour le protéger de l'assaut des vagues. Sept marches permettent d'accéder à la porte des marées. Un escalier de dix-huit marches permet alors d'accéder à la cour intérieure et au rez-de-chaussée du phare. Datant de la construction du phare, une cave permet de recueillir l'eau de ruissellement de la tour dans deux citernes de 12 m3. Cette eau est décantée et lorsqu'elle déborde, elle est « presque potable » et alimente ensuite le circuit d'eau courante du phare.
La tour comporte six étages :

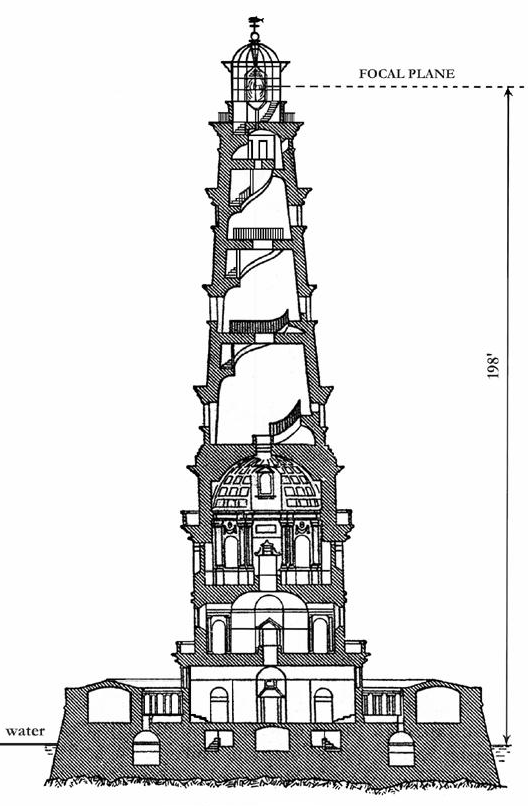
Dessin en coupe du phare datant de 1911.

- au rez-de-chaussée, un portail monumental donne accès au vestibule dont le sol est constitué de dalles de pierre de Barsac, d'où part un escalier de 301 marches pour accéder au sommet du phare (huit marches supplémentaires mènent à la lanterne et sont inaccessibles aux visiteurs) ;
- au premier étage se trouve l'appartement dit « appartement du Roi », bien qu'aucun roi ne soit jamais venu y séjourner[18]. Il ne fut aménagé qu'en 1664 par Colbert, le ministre de Louis XIV. C'est une pièce voûtée, équipée d'une vraie cheminée, pavée de marbre gris de Sainte-Anne et de marbre noir de Belgique[29], décorée de pilastres aux monogrammes de Louis XIV et de la reine Marie-Thérèse ;
- au deuxième étage se trouve la chapelle, qui est la pièce la plus majestueuse du phare. Elle est surmontée d'une voûte percée de huit baies richement ornées et pavée du même marbre que l'appartement du Roi et que la salle des Girondins[29]. Les deux vitraux, réalisés au moment de la construction de la chapelle et très abîmés, ont été remplacés et posés le 1er août 1855. Chaque année, des bénédictions nuptiales et des baptêmes y sont célébrés[30]. Le premier sacrement du mariage inscrit sur le registre de Notre-Dame-de-Cordouan y a été prononcé le 22 mai 2010 par l'abbé Slaiher[31]. Le phare de Cordouan est le seul au monde à disposer d'une chapelle consacrée[18] ;
- le troisième étage s'ouvre sur une grande salle lumineuse, dite « salle des Girondins » ou « salle des Bordelais», pavée de marbre gris de Sainte-Anne et de marbre noir de Belgique[29]. C'est le premier niveau issu des travaux de surélévation du phare menés par Joseph Teulère, depuis lequel on peut observer l'architecture complexe de la tour et du large escalier qui mène à la lanterne ;
- le quatrième étage sert de palier, il porte le nom de « salle des contrepoids »[15] ;
- le cinquième est aussi un palier, on y trouve la poulie ayant servi à lever le combustible par les orifices circulaires. La pièce porte le nom de « salle des lampes »[15] ;

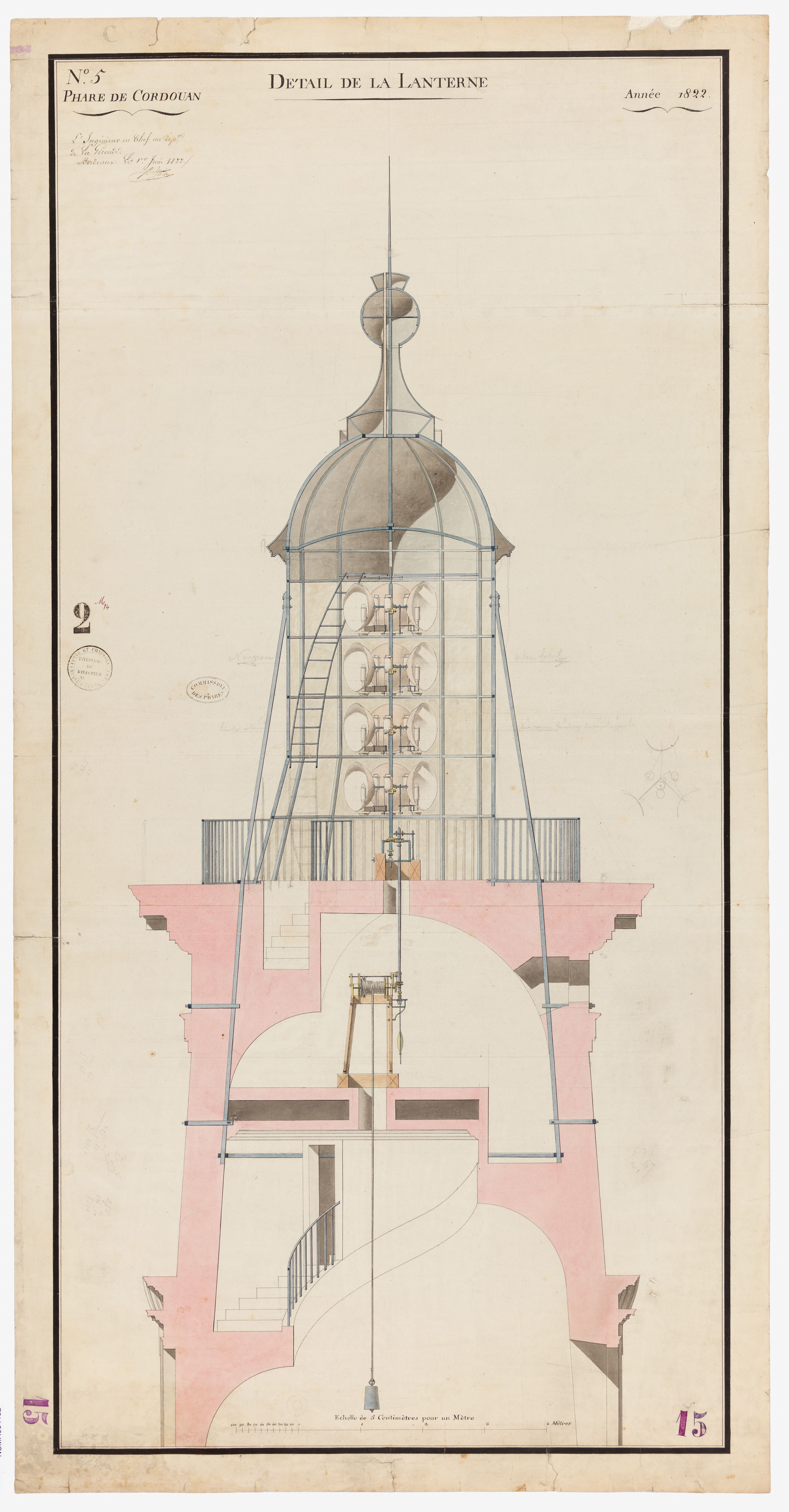
Phare de Cordouan. Détail de la lanterne (1822).

- entre le cinquième et le sixième se trouve la chambre de quart ou « salle des veilles »[15], recouverte d'un parquet de chêne, qui était autrefois garnie de deux lits avec alcôves pour l'usage des gardiens ;
- au sixième, enfin, se trouve la lanterne. Avant l'électrification en 1948, on y montait les combustibles au moyen d'une poulie, par les orifices d'environ un mètre de diamètre percés au centre de chaque étage du phare.

Le phare de Cordouan
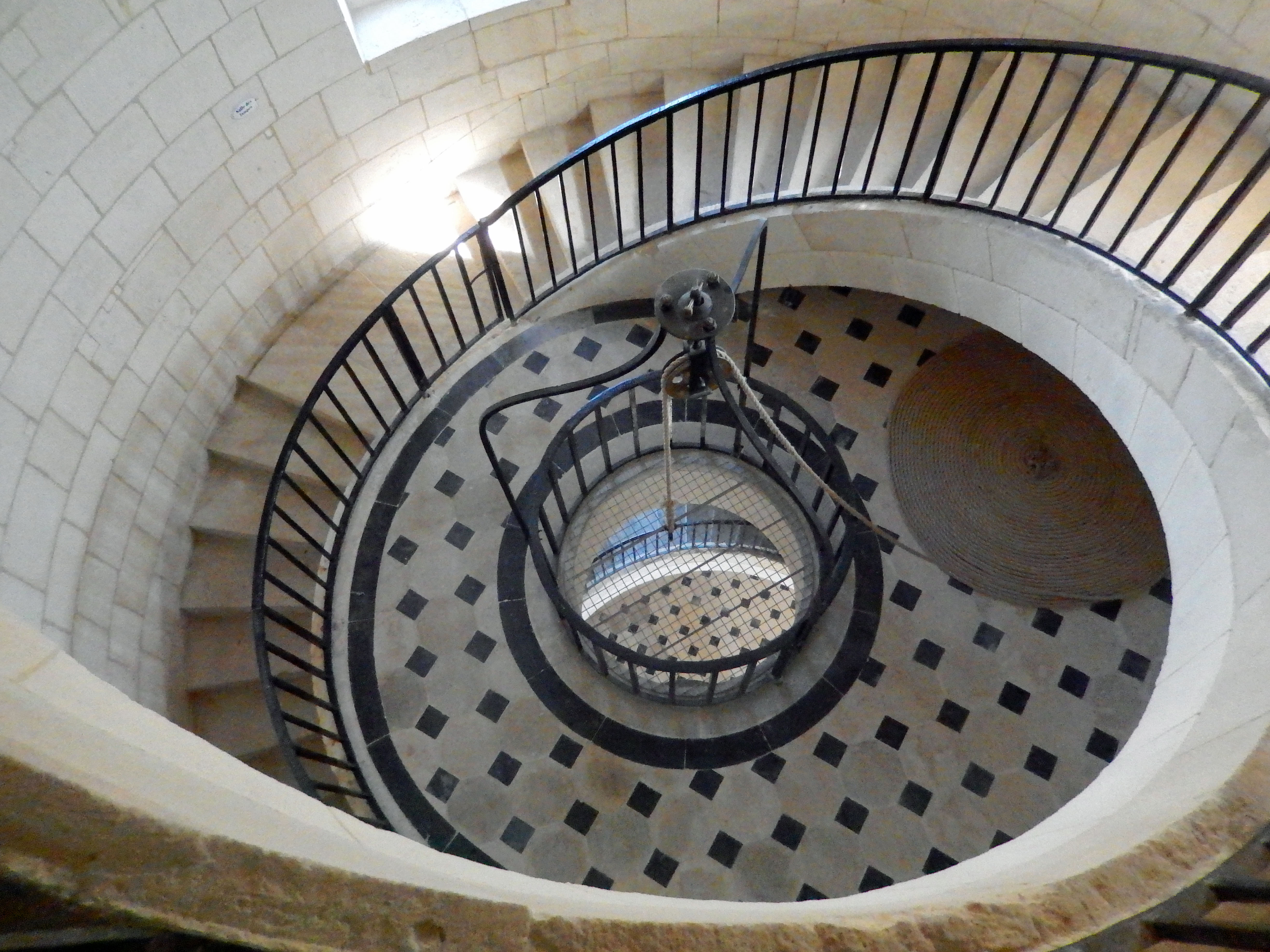
L'escalier hélicoïdal.
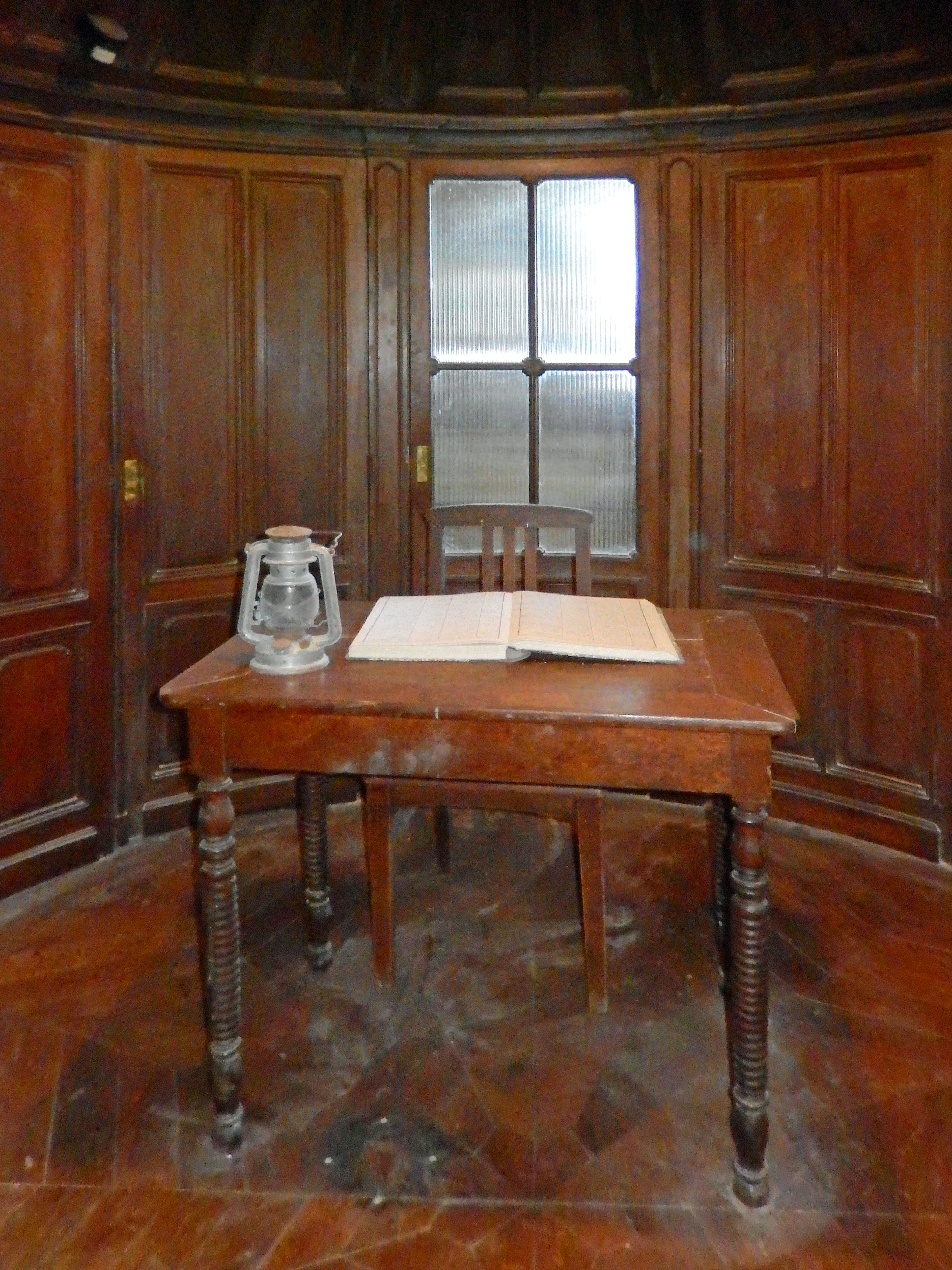
Le bureau.
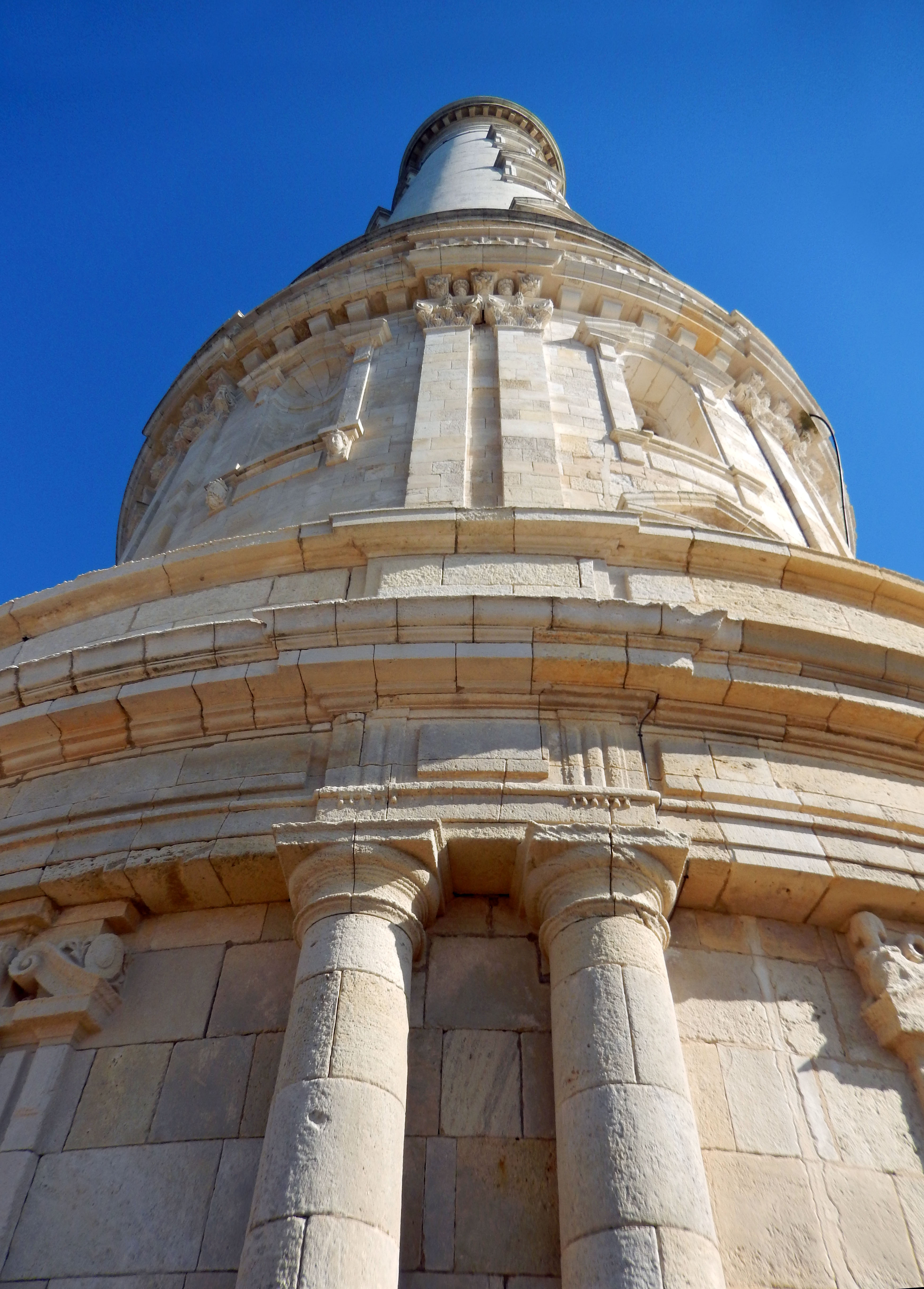
Détail des maçonneries.
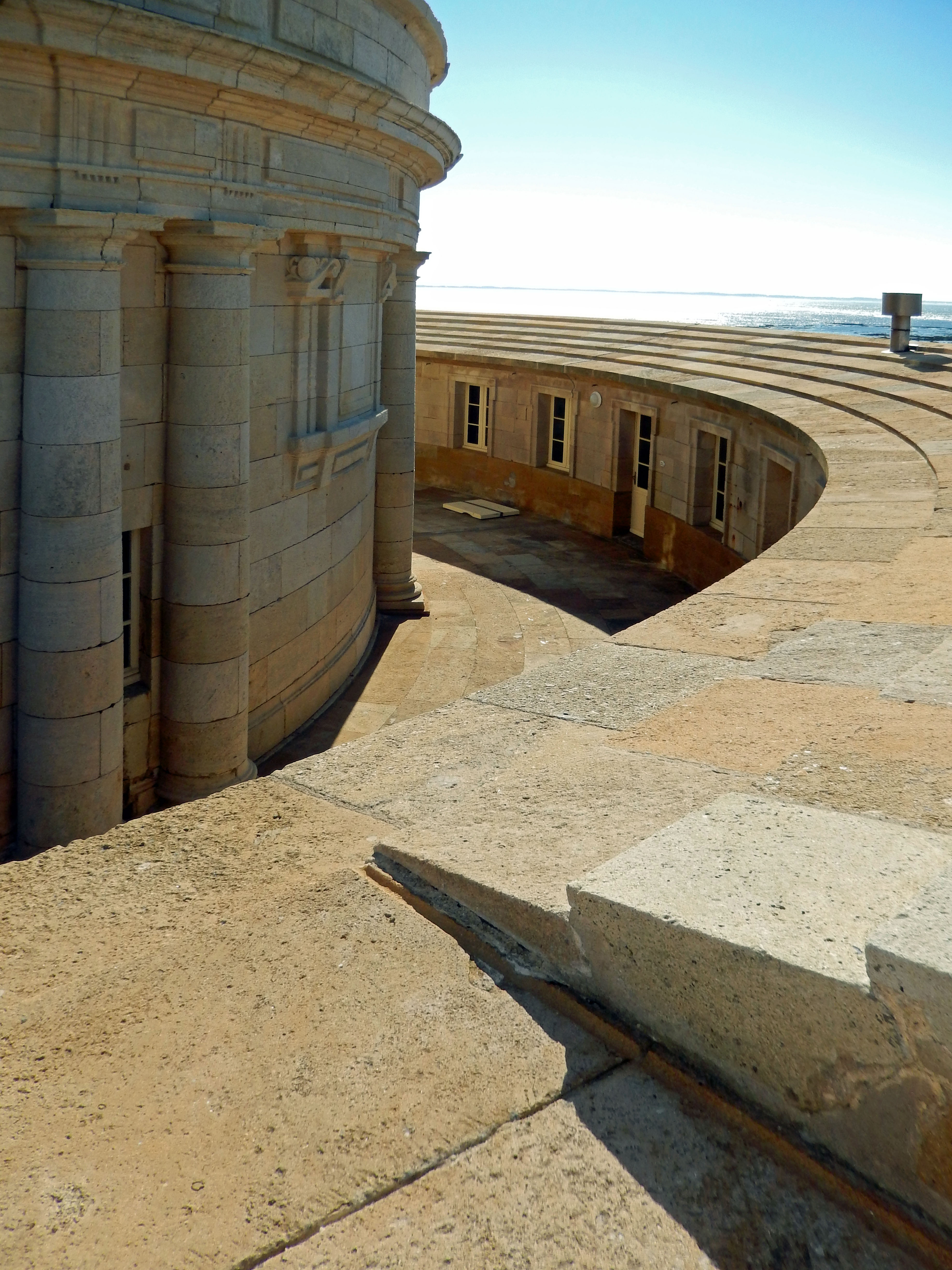
Locaux situés dans le couronnement.
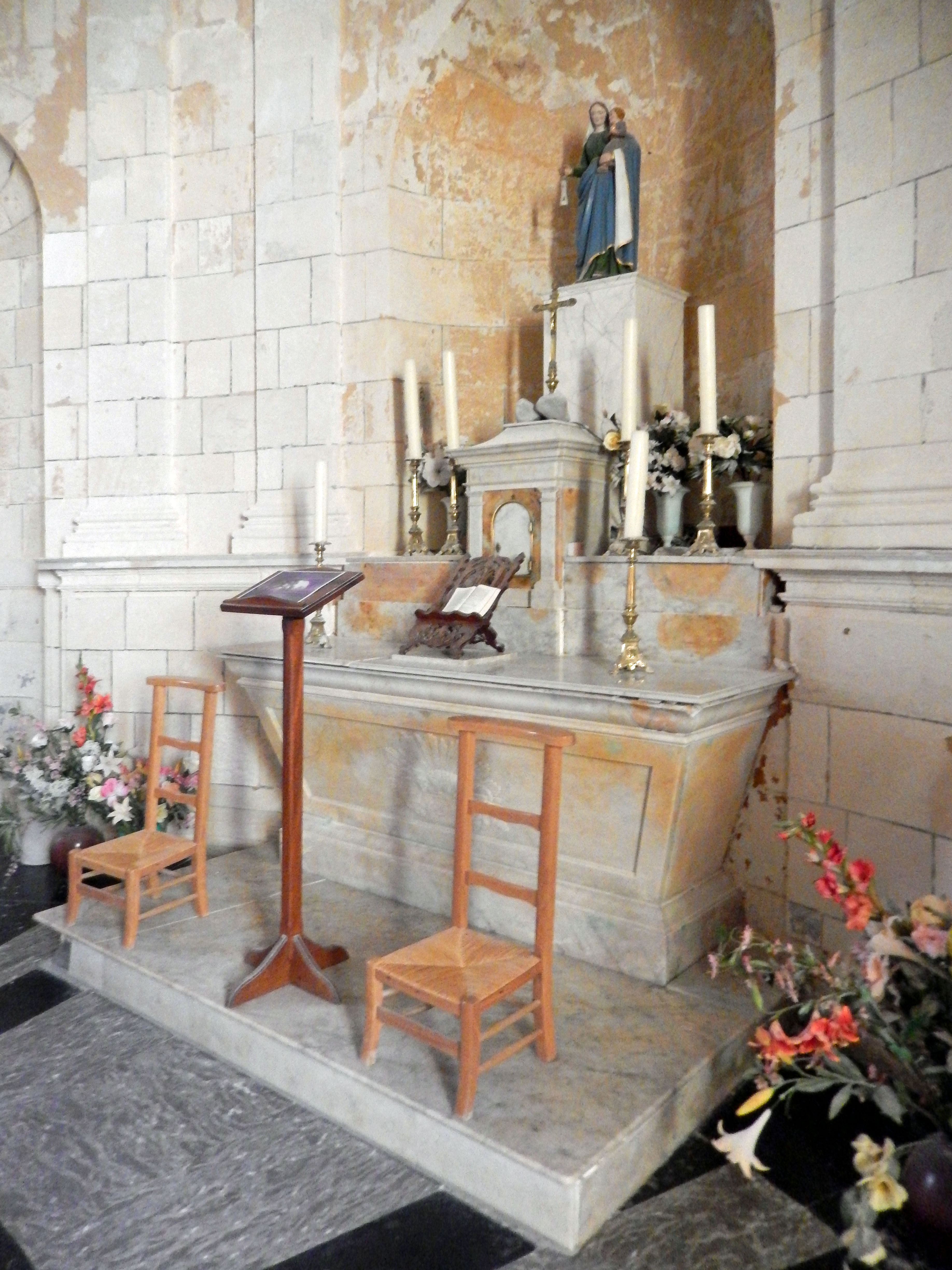
L'autel de la chapelle.
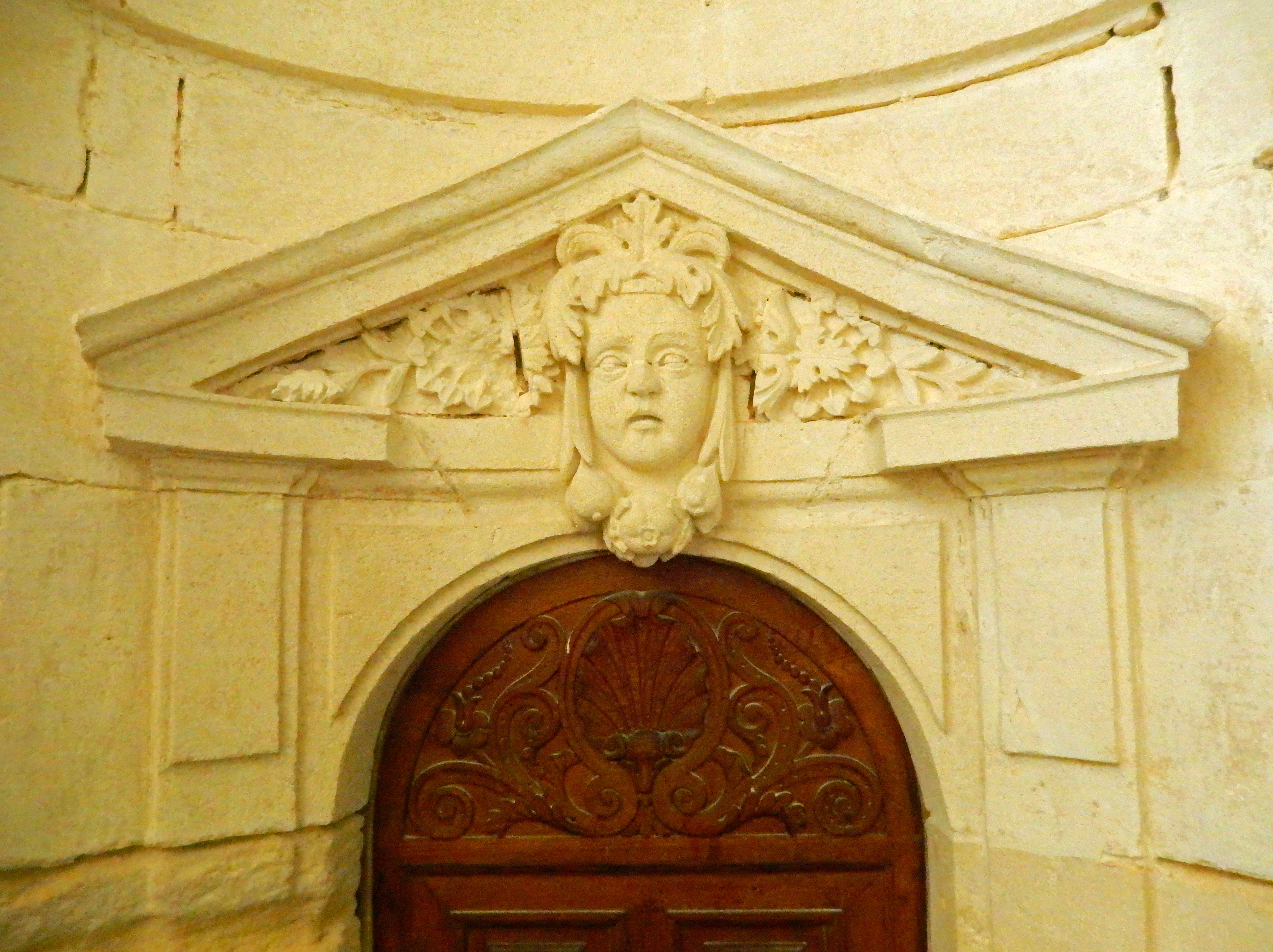
La salle des rois.
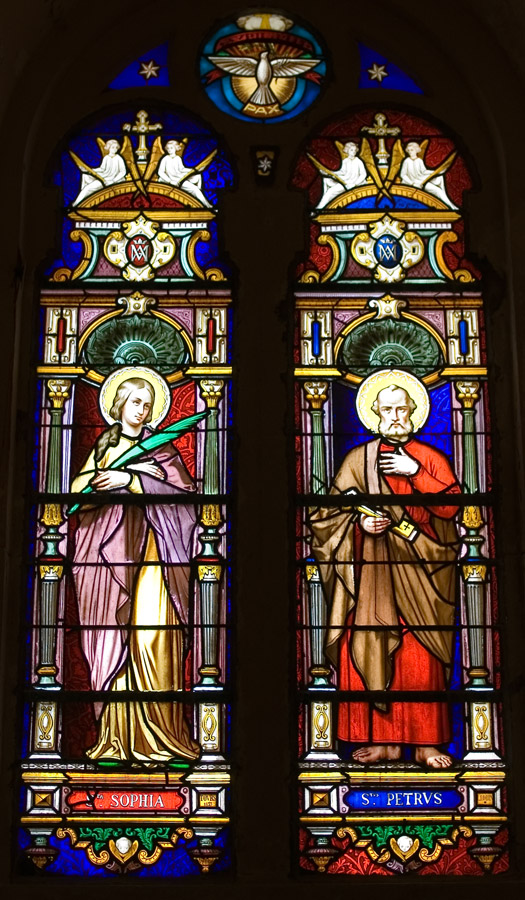
Détail d'un des vitraux de la chapelle du phare.

## Présence humaine
Le phare de Cordouan est entré en service en 1611 et, depuis cette date, des générations de gardiens s'y sont succédé.

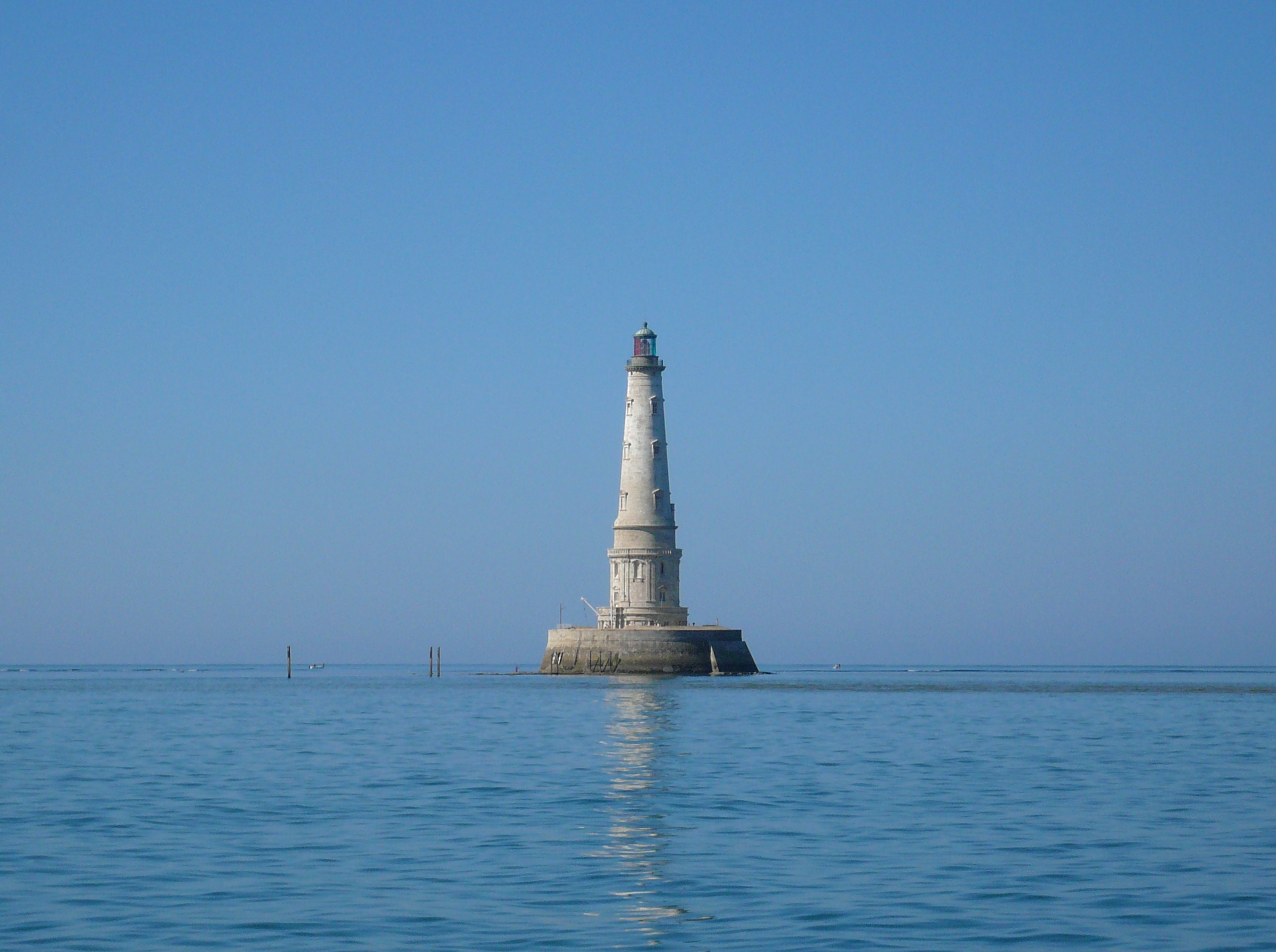
Vue du phare à marée montante.

Effectuant des roulements parmi une équipe de trois personnes (14 jours au phare, 11 jours de repos, 7 jours au phare, 6 jours de repos), les deux gardiens présents sur le phare s'occupaient essentiellement de l'entretien, du nettoyage, et de l'accueil des visiteurs venus en bateau des côtes charentaises ou girondines. Le monument historique accueille en effet environ 24 000 visiteurs (2020) chaque année (d'avril à octobre), mais seulement trente peuvent être présents au même moment dans les parties supérieures de l'édifice,,.
Les gardiens résidaient dans les locaux circulaires présents dans la cuirasse du phare, qui comportent plusieurs chambres aménagées ainsi qu'une cuisine.
Malgré l'automatisation totale du phare en 2006, le gardiennage s'est poursuivi sans discontinuer jusqu'à juin 2012. Après le départ définitif, le 29 juin 2012,, des gardiens de l’État, qui est propriétaire du site, le gardiennage est assuré par le syndicat mixte pour le développement durable de l'estuaire de la Gironde (SMIDDEST),. Selon l'association pour la sauvegarde du phare de Cordouan, une présence sur le site est en effet nécessaire pour assurer l'entretien du phare et éviter les actes de vandalisme,. Depuis 2012, les nouveaux gardiens, toujours par deux, assurent un rôle de maintenance à longueur d'année et de guide touristique pendant la saison estivale, alternant des « phases de quinze jours en mer puis quinze jours à terre, suivies d'une semaine en mer et une semaine à terre ». Toutefois, ces gardiens n'ont pas la qualification d'électro-mécaniciens des Phares et Balises et ne peuvent pas intervenir sur la partie technique du phare qui reste sous gestion de l'État et des agents de la DIRM Sud-Atlantique.

## Accès
L'accès n'est pratiquement possible (sauf exceptions) qu'à la mi-marée de jusant (marée descendante) par une poterne. La chaussée en pierre qui se découvre à ce moment-là mène à ladite poterne. Celle-ci est fermée quand la mer est haute au moyen d'une porte à deux vantaux en chêne massif se mouvant sur des pivots en bronze. Les visiteurs sont débarqués de leur embarcation à distance du banc de sable et sont transbordés dans de petits canots à fond plat (genre baleinières armées à l'aviron) : ceux-ci peuvent s'échouer sur le banc de sable du côté de la chaussée dallée. Après avoir franchi les quelques 25 marches en avant et en arrière de la poterne (7 et 18), les visiteurs pénètrent dans la cour intérieure de la plate-forme qu'entourent les logements des gardiens, les salles des machines, et les communs. À la sortie de la voûte de la poterne, des repères sur la maçonnerie, témoignent des hauteurs atteintes par la mer lorsque les vagues sont poussées par les vents de tempête : ainsi le raz-de-marée du 9 janvier 1924 où la mer a atteint 8,50 mètres au-dessus du zéro des cartes marines.